# Bernd Förster
Bernd Förster (Mosbach, 1956. május 3. –) nyugatnémet válogatott Európa-bajnok német labdarúgó, hátvéd. Öccse Karlheinz Förster szintén válogatott labdarúgó.

## Pályafutása

### Klubcsapatban
Az Waldhof Mannheim csapatában kezdte a labdarúgást, ahol 1974-ben mutatkozott be az első csapatban a Bundesliga másodosztályában. 1974 és 1976 között a Bayern München labdarúgója volt, de mindössze csak nyolc bajnoki mérkőzésen szerepelt. Az 1975–1976-os bajnokcsapatok Európa-kupája küzdelmei során két alkalommal lépett pályára a bajor csapatban és ezzel tagja lett a BEK-győztes együttesnek. 1976 és 1978 között az 1. FC Saarbrücken játékosa volt, de miután a csapat kiesett az első osztályból az VfB Stuttgarthoz igazolt, ahol testvérével Karlheinz Försterrel játszott együtt. Tagja volt az 1983–84-es bajnokcsapatnak. 1986-ban 30 évesen fejezte be az aktív labdarúgást.

### A válogatottban
1979 és 1984 között 33 alkalommal szerepelt a nyugatnémet válogatottban. 1979. május 22-én Írország ellen mutatkozott be, ahol 3–1-es nyugatnémet győzelem született. Tagja volt 1980-as Európa-bajnok csapatnak. 1982-ben a spanyolországi világbajnokságon ezüstérmet szerzett a válogatottal. 1973-74-ben 11-szeres ifjúsági, 1974-ben egyszeres amatőr és 1979 és 1981 között háromszoros B-válogatott volt.

## Sikerei, díjai
NSZK
- Világbajnokság
  - ezüstérmes: 1982, Spanyolország
- Európa-bajnokság
  - Európa-bajnok: 1980, Olaszország

 FC Bayern München
- Nyugatnémet bajnokság (Bundesliga)
  - 3.: 1975–76
- Bajnokcsapatok Európa-kupája (BEK)
  - győztes: 1975–76
- Interkontinentális kupa
  - győztes: 1976

 VfB Stuttgart
- Nyugatnémet bajnokság (Bundesliga)
  - bajnok: 1983–84
- Nyugatnémet kupa (DFP-Pokal)
  - döntős: 1986